# Xylose-Isomerase
Xylose-Isomerase ist ein Enzym aus dem Bakterium Streptomyces rubiginosus. Sie wird industriell zur Herstellung von Isoglucose aus Glucosesirup verwendet. Die Xylose-Isomerase wird auch von verschiedenen anderen Bakterienarten gebildet.

## Eigenschaften
Die Xylose-Isomerase ist in S. rubiginosus am Abbau von D-Xylose beteiligt. Nach der Translation wird das Formyl-Methionin am N-Terminus abgespalten.
Die katalysierte Reaktion der Xylose-Isomerase:
D-Xylose (eine Pyranose) {\displaystyle \rightleftharpoons } D-Xylulose (eine Furanose)
Weil sie auch Glucose in Fructose umwandelt, wird sie bei der Herstellung von Isoglucose eingesetzt, meistens zur Herstellung von HFCS.